# Kult przodków

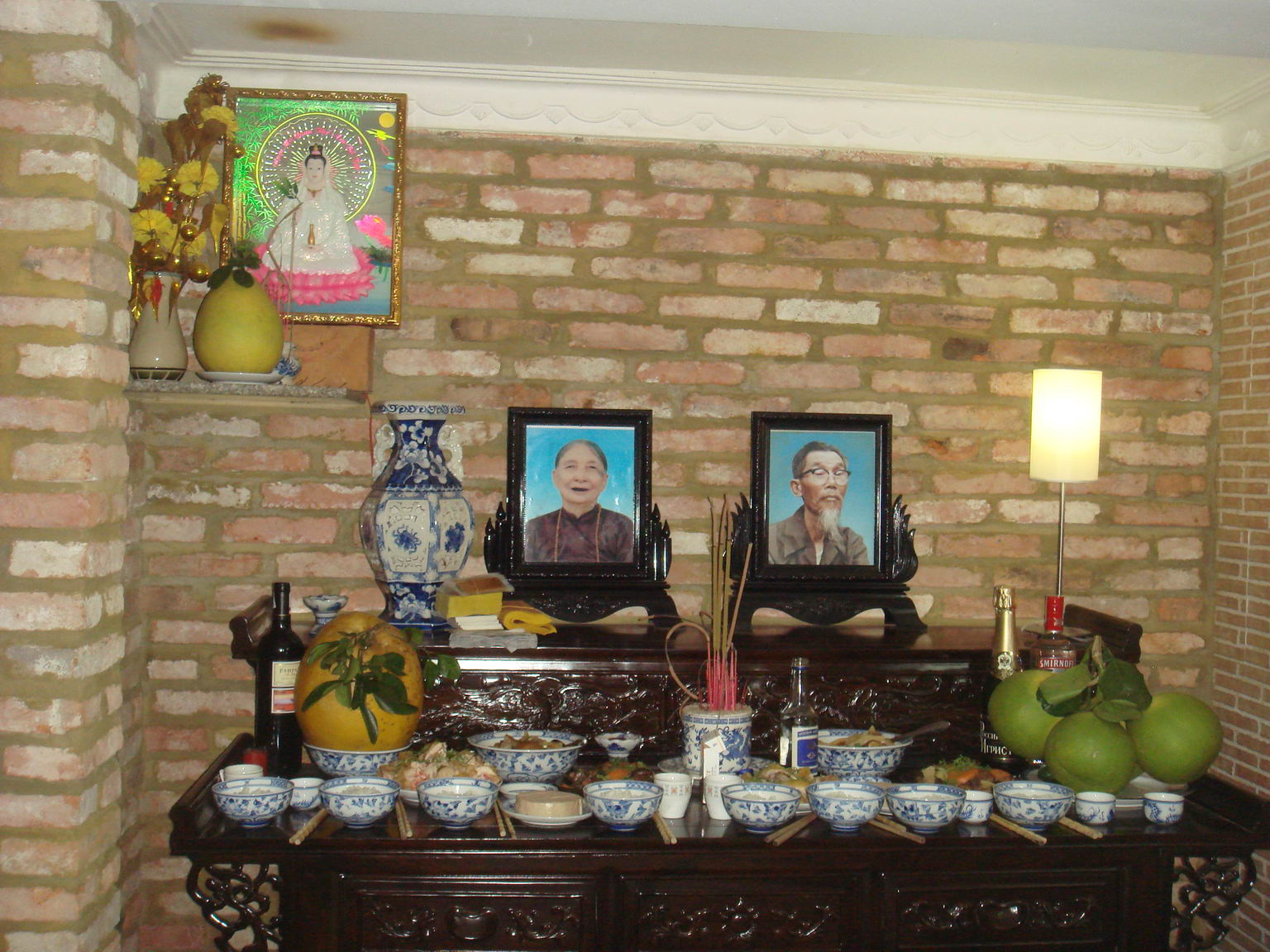
Wietnamski ołtarz ku czci przodków

Kult przodków – praktyka religijna oparta na wierze w pośmiertne życie przodków, ich wpływ na życie ziemskie oraz możliwość komunikowania się z nimi poprzez określone rytuały.
Celem takich rytuałów jest zazwyczaj oddawanie zmarłym czci, dbanie o ich samopoczucie w życiu pozagrobowym (np. poprzez składanie ofiar, patrz: obiata), a także zwracanie się do nich o radę, błogosławieństwo lub protekcję. Za pozareligijne, społeczne funkcje kultu przodków uważa się podtrzymywanie więzów rodowych i rodzinnych, tj. lojalność, szacunek wobec starszych (nabożność synowska) czy ciągłość pokoleń. 
Kult przodków jest szczególnie rozwinięty w strefie Dalekiego Wschodu i Azji Południowo-Wschodniej, w krajach takich jak Chiny czy Wietnam. W Wietnamie jest praktykowany poprzez wyznawców różnych religii (m.in. buddyzmu), stanowiąc jeden z najbardziej charakterystycznych elementów tamtejszej kultury.